# Évangiles du couronnement de Vienne
Pour les articles homonymes, voir Évangéliaire du couronnement.
Les Évangiles du couronnement de Vienne est un manuscrit enluminé contenant les évangiles formant un évangéliaire comportant une reliure conçue par des orfèvres. Il aurait, selon la légende, été retrouvé dans le tombeau de Charlemagne. Il servait lors du serment des empereurs romains germaniques à Aix-la-Chapelle. Il fait partie du Trésor impérial de Vienne (XIII 18).

## Historique
Le manuscrit a sans doute été produit aux environs des années 800 sans doute commandé par Charlemagne lui-même. Selon la légende, le manuscrit aurait été retrouvé par Otton III du Saint-Empire, alors qu'il avait ordonné l'ouverture du tombeau de son ancêtre dans la chapelle palatine, aux environs de l'An Mil. Le manuscrit a été considéré comme une relique de l'empereur. Il est intégré aux joyaux de la couronne au plus tard au XIIIe siècle mais se retrouve inventorié uniquement au XVIe siècle. Le manuscrit sert de support au serment effectué par l'empereur du Saint-Empire lors de son intronisation. Celui-ci touchait alors de son doigt la première page de l'évangile de Jean.
Vers 1500, sa reliure est refaite et recouverte d'une plaque en argent doré représentant Dieu sous les traits de Charlemagne, réalisée par l'orfèvre d'Aix Hans von Reutlingen.
En 1794, le manuscrit est transféré à Paderborn. En 1811, il rejoint le trésor impérial de Vienne.

## Description
Le manuscrit contient 236 folios teintés de pourpre, la couleur impériale, avec une écriture de couleur or et argent sur une seule colonne. Le texte est écrit en onciale pour les évangiles et en capitalis rustica pour les autres textes. Le livre est décoré de quatre portraits d'évangélistes (f.15r, 76r, 117v, 178v) ainsi que de seize arcades de Canons de concordances (f.7r-14v). Ce décor est directement inspiré de l'enluminure antique dont la tradition a sans doute été transmise par des artistes byzantins ou formés à l'art byzantin. L'un des scribes a son nom inscrit sur le folio 118r : « Demetrius Presbyter », qui renvoie justement à une origine orientale.

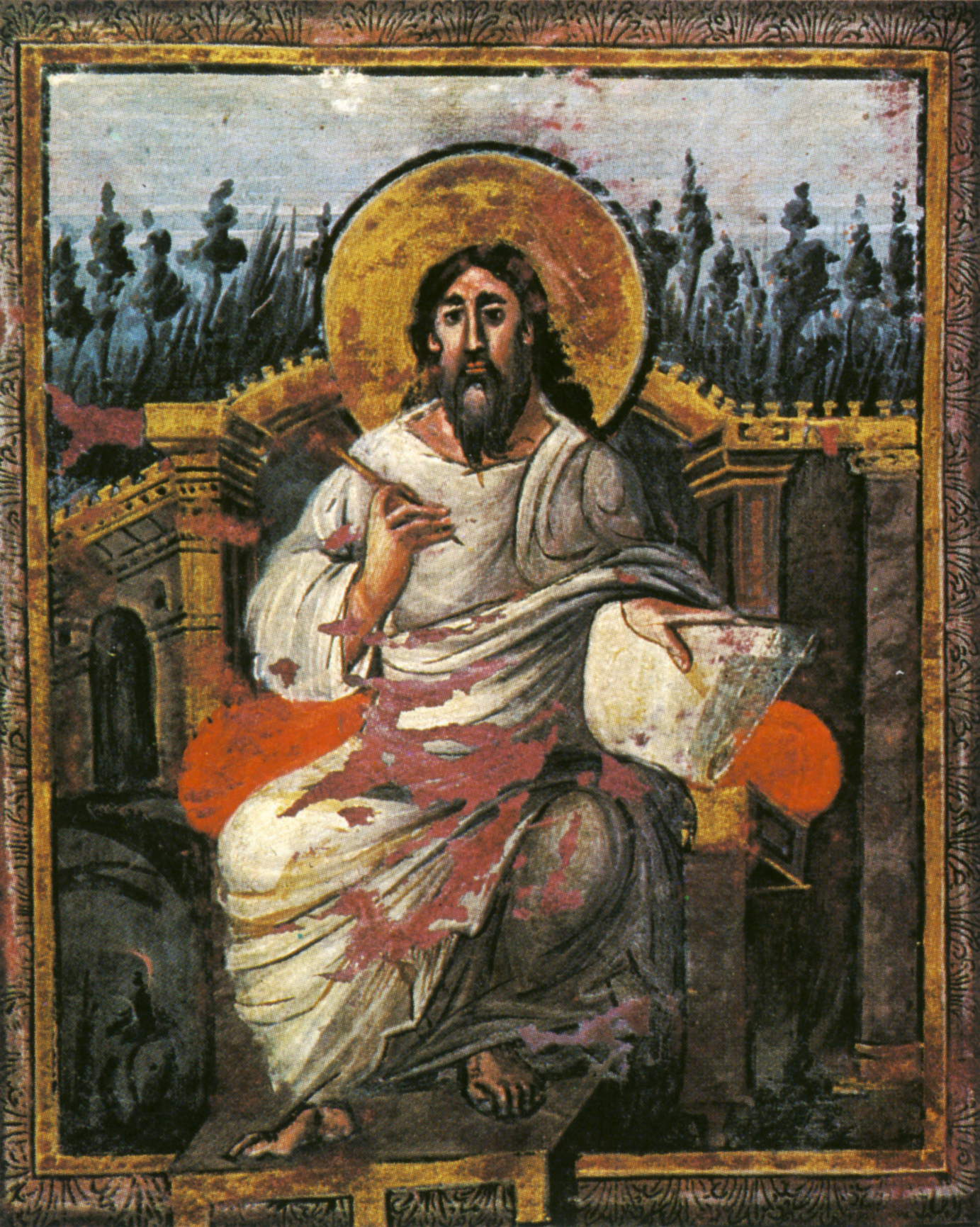
Saint Jean l'évangéliste
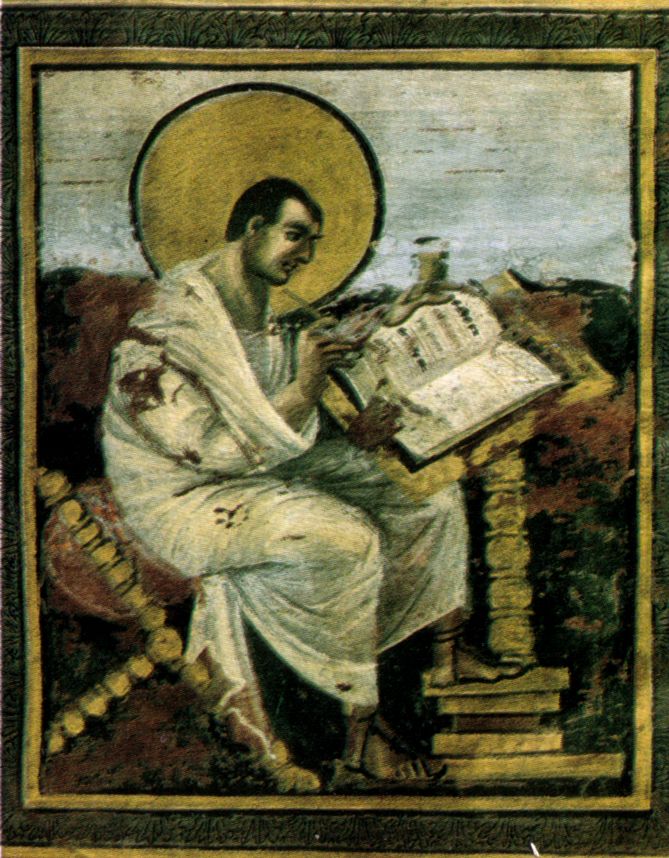
Saint Matthieu

Le manuscrit appartient à un groupe de manuscrits réalisés à la même époque à la cour de Charlemagne, avec les évangiles de Xanten (BRB, Ms.18723), l'évangéliaire d'Aix-la-Chapelle et l'évangéliaire de la Biblioteca Civica Queriniana de Brescia (Cod.E.II.9).